# Vanadinita
La vanadinita és un mineral de color vermell ataronjat, de vegades groguenc o marronós, que forma part del grup VIII (vanadats), que pertany al grup de l'apatita. Està composta per clorovanadat de plom, Pb₅(VO₄)₃Cl, encara que sovint presenta impureses de As i P en substitució del vanadi. Forma part d'una sèrie amb la mimetita (Pb₅(AsO₄)₃Cl) i la piromorfita (Pb₅(PO₄)₃Cl). Són molt apreciades les vanadinites de Mibladen (Marroc) i Globe (Arizona).

## Propietats
La vanadinita cristal·litza en el sistema hexagonal i forma cristalls prismàtics o tabulars de base hexagonal i equidimensionals amb més amplada que alçada. Té una duresa de 3 a l'escala de Mohs, una densitat d'entre 6,8 a 7,1g/cm³ i una lluïssor més aviat adamantina lleugerament greixosa. És translúcid tirant cap a opac i amb un intens color roig ataronjat. A vegades presenta masses fibrorradiades o incrustacions i té la ratlla blanca o groga.
És un mineral semidur, molt pesant, fràgil i no presenta exfol·liació. Cal destacar que és soluble en àcids, i quan afegim una gota de solució d'àcid nítric al mineral i la deixem evaporar, es forma un residu vermell, mentre que el residu que es forma en aplicar aquesta solució als altres minerals del mateix grup és blanc.
Segons la classificació de Nickel-Strunz pertany a «08.BN - Fosfats, etc. amb anions addicionals, sense H₂O, només amb cations de mida gran, (OH, etc.):RO₄ = 0,33:1» juntament amb els següents minerals: aradita, magganasita, fluorpiromorfita, fluorsigaiïta, fluoralforsita, alforsita, belovita-(Ce), clorapatita, mimetita-M, johnbaumita-M, fluorapatita, hedifana, hidroxilapatita, johnbaumita, mimetita, morelandita, piromorfita, fluorstrofita, svabita, turneaureïta, belovita-(La), deloneïta, fluorcafita, kuannersuïta-(Ce), hidroxilapatita-M, fosfohedifana, hidroxilpiromorfita, estronadelfita, fluorfosfohedifana, carlgieseckeïta-(Nd), vanackerita, miyahisaïta, pieczkaïta, hidroxilhedifana, pliniusita, parafiniukita, arctita, krügerita i goryainovita.
La vanadinita, és un mineral que es troba en un paper secundari en la zona d'oxidació de la muntera dels jaciments de plom com és ara la galena. Es forma a la zona d'oxidació dels minerals de plom, i és una mena del vanadi.

## Localització, extracció i ús
S'han trobat cristalls molt grans d'aquest mineral que ocupen fins a 5cm de longitud a Sud-àfrica i al Marroc. De menors dimensions però molt bells, s'han trobat a Arizona (EUA), a Argentina i a Mèxic. A Espanya, aquest mineral va ser explotat a Santa Maria (Badajoz). També hi ha jaciments sobre els fosfarseniats de Losacio (Zamora) de color marró clar, una petita proporció amb la galena a Linares (Jaén) i a algunes localitats de Granada com la Sierra de Oria a Baza. Pel que fa a Catalunya, aquest mineral és molt poc freqüent; s'ha descrit a la pedrera i mina Berta (Sant Cugat del Vallès-El Papiol, Vallès Occidental- Baix Llobregat) i a la mina Magdalena (Ulldemolins, Priorat).
Generalment, la vanadinita s'utilitza com a mineral industrial útil per a l'extracció de vanadi, que s'usa en al·leacions metal·lúrgiques i a la indústria de colorants i mordents.